# Annelies Dom
Annelies Dom, née le 8 avril 1986 est une coureuse cycliste belge, membre de l'équipe Lotto Soudal.

## Biographie
Annelies Dom est active dans le cyclisme féminin élite depuis 2013. Dans sa première année, elle est troisième du championnat de Belgique du contre-la-montre. En 2016, elle termine à la troisième place des championnats nationaux sur piste de poursuite. Sur route, elle se classe quatrième du contre-la-montre et cinquième de la course en ligne. La même année, elle fait partie avec Gilke Croket, Lotte Kopecky et Lenny Druyts du quatuor belge de poursuite par équipes sixième aux championnats d'Europe sur piste. 
En 2017, elle rejoint Lotto Soudal. Elle devient vice-championne de Belgique de poursuite individuelle. Aux championnats d'Europe 2017, elle est à nouveau sixième en poursuite par équipes. En fin d'année, elle remporte le titre belge sur la course aux points.
En 2018, elle devient à 32 ans championne de Belgique sur route.
Elle met un terme à sa carrière à l’issue de la saison 2020.

## Palmarès sur route

### Palmarès par années
- 2013
  - 3e du championnat de Belgique du contre-la-montre
- 2018
  -  Championne de Belgique sur route
  - 3e de l'Omloop van de IJsseldelta
- 2019
  - 3e du championnat de Belgique du contre-la-montre

### Classement mondiaux
| Année                                 | 2011 | 2012 | 2013 | 2014 | 2015 | 2016 | 2017 | 2018 | 2019 | 2020 |
| ------------------------------------- | ---- | ---- | ---- | ---- | ---- | ---- | ---- | ---- | ---- | ---- |
| Classement UCI                        | 283e | nc   | 441e | 534e | 378e | 354e | 358e | 150e | 297e | 250e |
| UCI World Tour                        |      |      |      |      |      | 144e | 153e | 118e | 164e | nc   |
|                                       |      |      |      |      |      |      |      |      |      |      |
| Légende : nc = non classéSource : UCI |      |      |      |      |      |      |      |      |      |      |

## Palmarès sur piste

### Championnats du monde
- Hong Kong 2017
  - 10e de la poursuite par équipes[1]
  - 20e de la poursuite individuelle[2]
- Apeldoorn 2018
  - 12e de la poursuite par équipes[3]
  - 17e de la poursuite individuelle[4]
- Pruszków 2019
  - 8e de la poursuite par équipe[5]

### Coupe du monde
- 2019-2020
  - 2e de la poursuite par équipes à Hong Kong

### Championnats nationaux
- 2016
  - 3e en poursuite
- 2017
  -  Championne de Belgique de course aux points